# Erimi
Erimi (griechisch Ερήμη) ist eine Gemeinde im Bezirk Limassol in der Republik Zypern. Bei der Volkszählung im Jahr 2021 hatte sie 3159 Einwohner.

## Lage und Umgebung

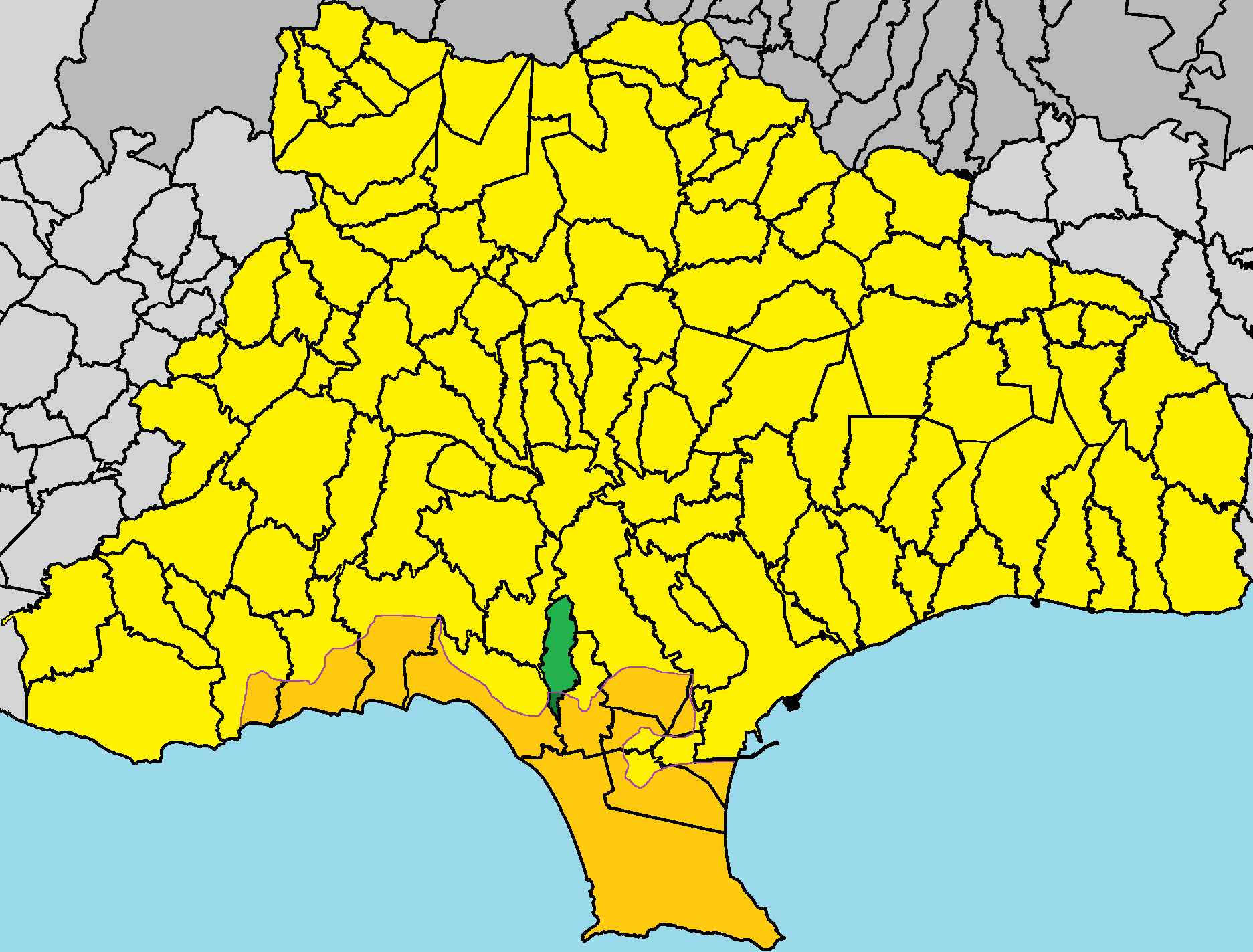
Lage im Bezirk Limassol

Erimi liegt im Süden der Mittelmeerinsel Zypern auf einer Höhe von etwa 75 Metern, etwa 10 Kilometer nördlich von Limassol. Das etwa 6 Quadratkilometer große Dorf grenzt im Südwesten an Episkopi, im Westen an Kandou, im Nordosten an Ypsonas und im Südosten an Kolossi. Im Westen des Dorfes fließt der Fluss Kouris und weiter südlich befindet sich die Halbinsel und britischer Militärstützpunkt Akrotiri und der Limassol Salt Lake.

## Geschichte
Erimi hatte seine Geschichte wohl schon während der Kupfersteinzeit und des Mittelalters. Die beiden Kirchen des Dorfes, Panagia und Agios Georgios, stammen wohl aus dieser Zeit. Louis de Mas Latrie berichtet, dass Erimi eine Siedlung von der „Großen Komturei“ war. Bei Ausgrabungen auf dem Gebiet von Erimi wurde eine chalkolithische Siedlung entdeckt.